# 斜囊粘体虫
斜囊粘体虫（学名：Myxosoma obliqus）为粘体科粘体虫属的动物。在中国，分布于四川等，营寄生生活，寄生在花斑副沙鳅的胆囊。